# Kapitaal schip
Een kapitaal schip is een sterk type oorlogsschip binnen de vloot van een bepaald land. Vanaf de 16e eeuw tot begin 19e eeuw waren kapitale schepen vaak linieschepen. Eind negentiende eeuw werden dat pantserschepen, monitors en slagschepen. Rond de Eerste- en Tweede Wereldoorlog waren kapitale schepen slagkruisers, slagschepen en vliegdekschepen. Vaak was een kapitaal schip het vlaggenschip van een eskader of vloot. Tegenwoordig is een voorbeeld van een kapitaal schip een vliegdekschip of een supervliegdekschip.

## Kapitale schepen van Nederland

### Linieschepen

#### A
- Aemillia
- Aeolus
- Amsterdam (1653)
- Amsterdam (1688-1712)
- Amsterdam (1712)
- Amsterdam (1763)
- Amsterdam (1814)

#### B
- Beschermer
- Brederode

#### D
- Delft
- De Ruyter

#### E
- Eendragt

#### G
- Gouden Leeuw
- Groot Hollandia

#### H
- Hercules
- Hollandia

#### W
- Walcheren

#### Z
- Zeven Provinciën (1643)
- Zeven Provinciën (1665-1667)
- Zeven Provinciën (1655-1694
- Zeven Provinciën (1694)
- Zeven Provinciën (1782)

### Pantserschepen

#### B
- Hr.Ms. Buffel

#### D
- Hr.Ms. De Ruyter
- Hr.Ms. De Zeven Provinciën

#### E
- Hr.Ms. Evertsen

#### H
- Hr.Ms. Hertog Hendrk

#### J
- Hr.Ms. Jacob van Heemskerck

#### K
- Zr.Ms. Koning der Nederlanden
- Hr.Ms. Koningin Regentes
- Hr.Ms. Kortenaer

#### P
- Hr.Ms. Piet Hein

#### S
- Zr.Ms. Schorpioen

### Monitors

#### R
- Hr.Ms. Reinier Claeszen

### Vliegdekschepen

#### K
- Hr.Ms. Karel Doorman (1943)
- Hr.Ms. Karel Doorman (1944)